# سامي محمد وفا
سامي محمد وفا هو لاعب كرة قدم قطري، متقاعد لعب كحارس مرمى لمنتخب قطر في كأس آسيا 1984. كما لعب مع السد على مستوى الأندية.
ابنته ندى عرقجي هي سباحة مثلت قطر في دورة الألعاب الأولمبية الصيفية 2012.